# Directeur de la planification politique
Le directeur de la planification politique (en anglais Director of Policy Planning) est un officiel du département d'État des États-Unis responsable du think tank interne de ce département, le Service de planification des politiques (Policy Planning Staff). Ce poste est l'un des plus prestigieux au sein du département d'État et est traditionnellement occupé par un membre éminent du monde américain des relations internationales.

## Directeurs de la planification politique (et postes occupés par la suite)
- 1947-1949 : George F. Kennan - auteur du Long télégramme et concepteur à ce titre de la politique d'endiguement
- 1950-1953 : Paul Nitze - secrétaire adjoint à la défense (1967-1969), secrétaire à la Marine (1963-1967)
- 1953-1957 : Robert R. Bowie
- 1957-1961 : Gerard C. Smith
- 1961 : George McGhee - ambassadeur itinérant pour le président Lyndon B. Johnson
- 1961-1966 : Walt Whitman Rostow - conseiller à la sécurité nationale du président Lyndon B. Johnson, théoricien de la croissance économique
- 1966-1969 : Henry David Owen - ambassadeur itinérant du président Carter
- 1969-1973 : William Cargo - ambassadeur au Népal de 1973 à 1976
- 1973 : James Sutterlin
- 1973-1977 : Winston Lord - président du Council on Foreign Relations de 1977 à 1985 ; ambassadeur en Chine de 1985 à 1989
- 1977-1981 : Anthony Lake - conseiller à la sécurité nationale du président Clinton, puis directeur général de l'UNICEF (2010-2017)
- 1981-1982 : Paul Wolfowitz - ancien président de la Banque mondiale ; ancien secrétaire adjoint à la Défense
- 1983-1984 : Stephen Bosworth - doyen de la Fletcher School of Law and Diplomacy ; ancien ambassadeur en Corée du Sud et aux Philippines
- 1984-1986 : Peter Rodman - ancien sous-secrétaire à la Défense pour les affaires de sécurité internationale
- 1986-1989 : Richard Solomon (en)
- 1989-1992 : Dennis Ross - envoyé spécial au Moyen-Orient des présidents George H.W. Bush et Bill Clinton
- 1993-1994 : Samuel Lewis - ambassadeur en Israël de 1977 à 1985
- 1994-1996 : James Steinberg
- 1997-1998 : Gregory Craig
- 1998-2001 : Morton Halperin
- 2001-2003 : Richard N. Haass - président du Council on Foreign Relations
- 2003-2005 : Mitchell Reiss - envoyé spécial du président George W. Bush en Irlande du Nord
- 2005-2007 : Stephen Krasner - professeur de sciences politiques à l'université Stanford
- 2007-2009 : David F. Gordon - directeur de la recherche à Eurasia Group
- 2009-2011 : Anne-Marie Slaughter - présidente de la fondation New America
- 2011-2013 : Jake Sullivan - conseiller à la sécurité nationale du président Joe Biden (2021-2005)
- 2013-2015 : David McKean - chercheur au German Marshall Fund
- 2015-2017 : Jonathan Finer - conseiller à la sécurité nationale adjoint du président Joe Biden (2021-2025)
- 2017-2018 : Brian Hook
- 2018-2019 : Kiron Skinner
- 2019-2021 : Peter Berkowitz
- 2021-2025 : Salman Ahmed
- Depuis 2025 : Michael Anton

## Source
- (en) Cet article est partiellement ou en totalité issu de l’article de Wikipédia en anglais intitulé « Director of Policy Planning » (voir la liste des auteurs).